# Conura leptogastra
Conura leptogastra is een vliesvleugelig insect uit de familie bronswespen (Chalcididae). De wetenschappelijke naam is voor het eerst geldig gepubliceerd in 1909 door Cameron.